# 佛蒙特維爾 (密西根州)
佛蒙特維爾（英語：Vermontville）是位於美國密西根州伊頓縣的一個村。

## 人口
根據2020年美國人口普查的數據，佛蒙特維爾的面積為3.31平方千米，當中陸地面積為3.28平方千米，而水域面積為0.03平方千米。當地共有人口716人，而人口密度為每平方千米216人。